# Лекобале (Мартвильский муниципалитет)
Лекобале (груз. ლექობალე) — село в Грузии, на территории Мартвильского муниципалитета края (мхаре) Самегрело-Верхняя Сванетия.

## География
Село находится в западной части Грузии, на левом берегу реки Гурдземи, на расстоянии приблизительно 16 километров (по прямой) к северо-западу от города Мартвили, административного центра муниципалитета. Абсолютная высота — 357 метров над уровнем моря.

## Население
По результатам официальной переписи населения 2014 года в Лекобале проживало 204 человека (115 мужчин и 89 женщин). В национальной структуре населения грузины составляли 99,5 %.
| Год  | Население, человек |
| ---- | ------------------ |
| 2002 | 0                  |
| 2014 | ↗ 204              |